# استیس‌من (خودرو)

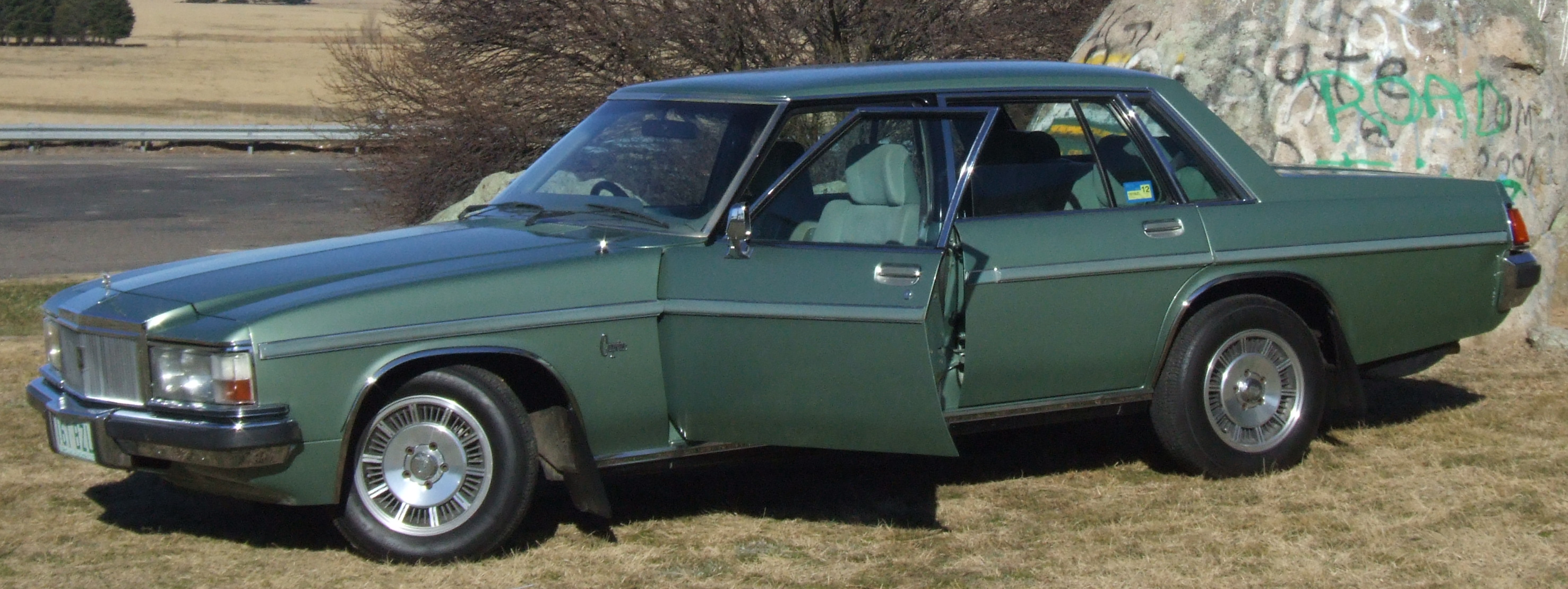

استیس‌من (خودرو) (Statesman (automobile)) خودرویی استرالیایی است که در سال‌های ۱۹۷۱ تا ۱۹۸۴ توسط شرکت تابعه استرالیایی هالدن جنرال موتورز تولید شده‌است.

## نگارخانه

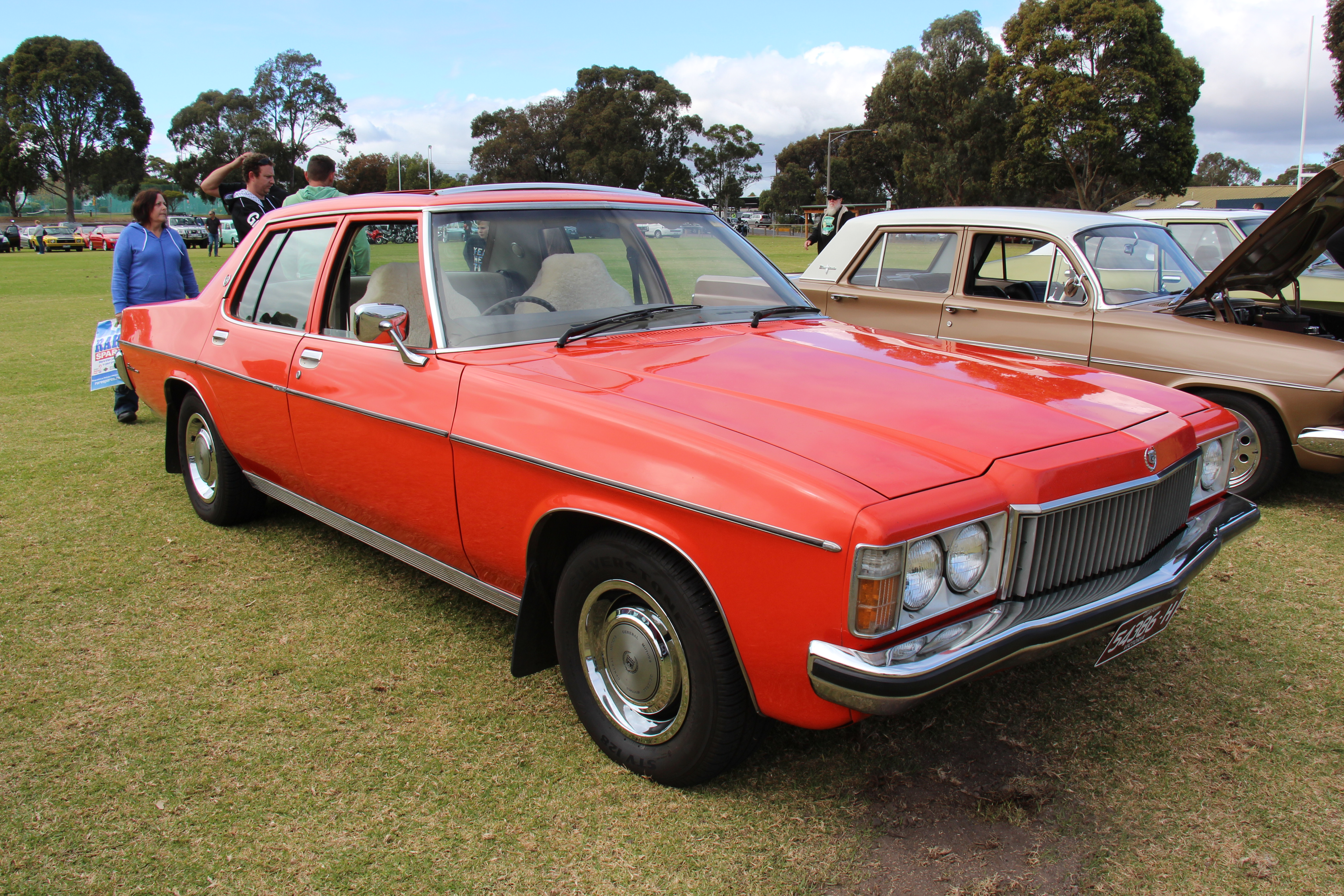
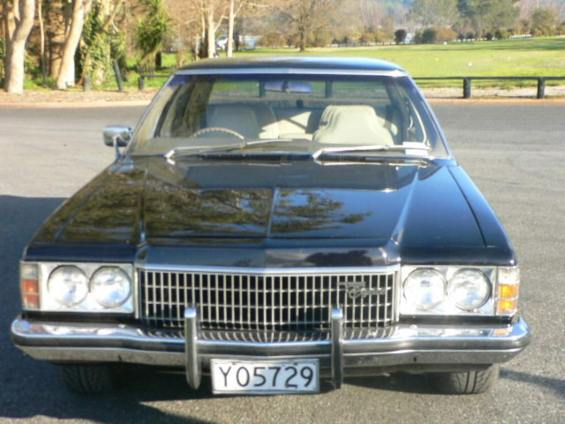